# Myxocyprinus
Genre
Espèce
Myxocyprinus est un genre de poissons téléostéens de la famille des Catostomidae et de l'ordre des Cypriniformes. Le genre Myxocyprinus est monotypique, c'est-à-dire qu'il n'est composé que d'une seule espèce, Myxocyprinus asiaticus ou Catostomide du Yang-tsé-kiang.

## Description
Le catostomide du Yang-tsé-kiang mesure jusqu'à 60 cm de longueur.
Ce poisson suceur a des lèvres charnues pour saisir les petits animaux vivant dans la vase du lit des cours d'eau. Il a un corps triangulaire, un dos bossu et un ventre plat. Il est jaune-orange avec de larges bandes noires.
On le trouve dans la vallée du Yang-tsé-kiang (fleuve bleu) en Chine.

## Liste des espèces
Selon FishBase (16 juillet 2015) :
- Myxocyprinus asiaticus (Bleeker, 1864)

### Synonymes
- Myxocyprinus asiaticus sinensis
- Myxocyprinus asiaticus asiaticus
- Myxocyprinus asiaticus fukiensis
- Myxocyprinus asiaticus bleekeri Bleeker, 1865

## Galerie

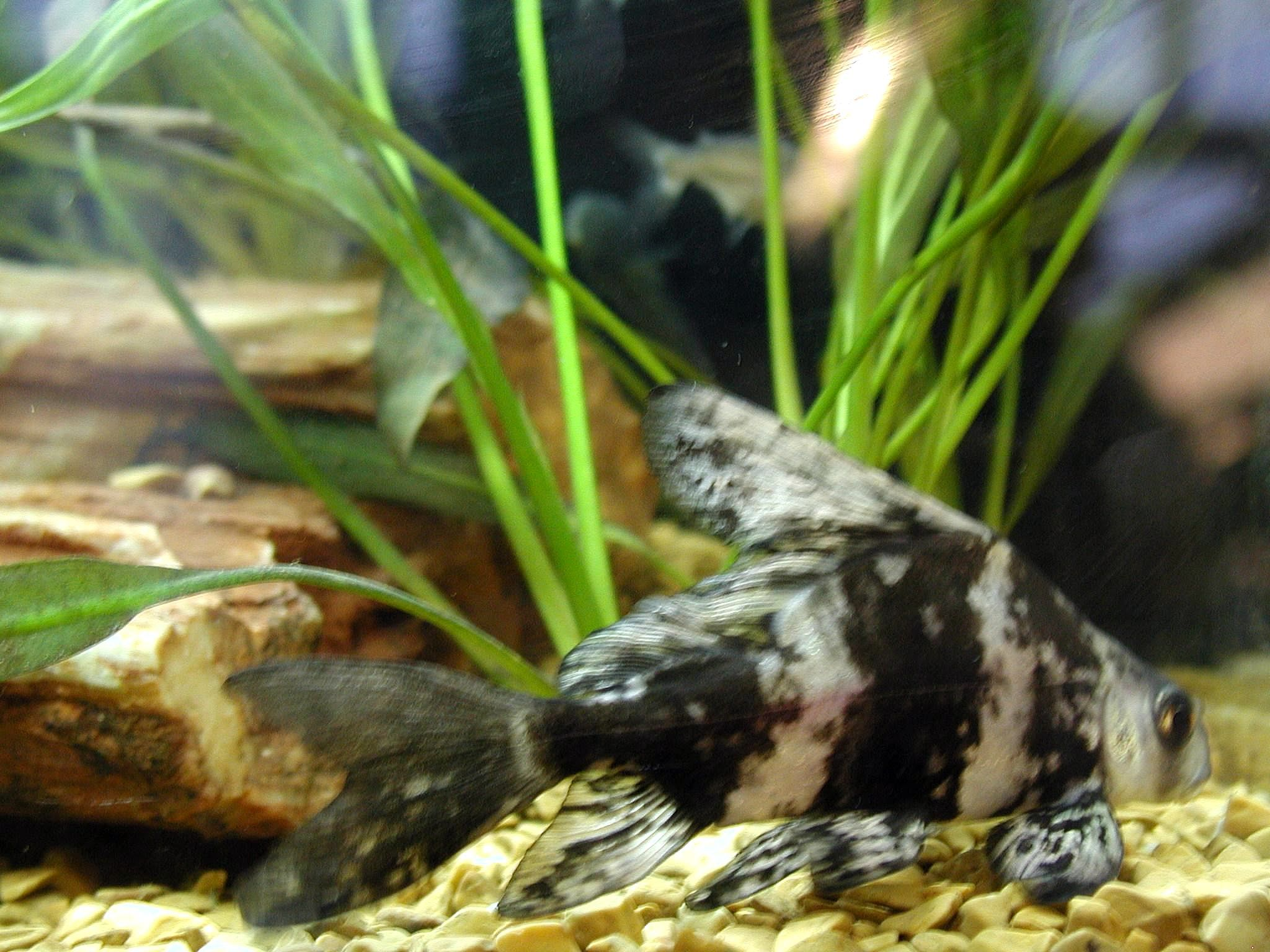
Spécimen en aquarium
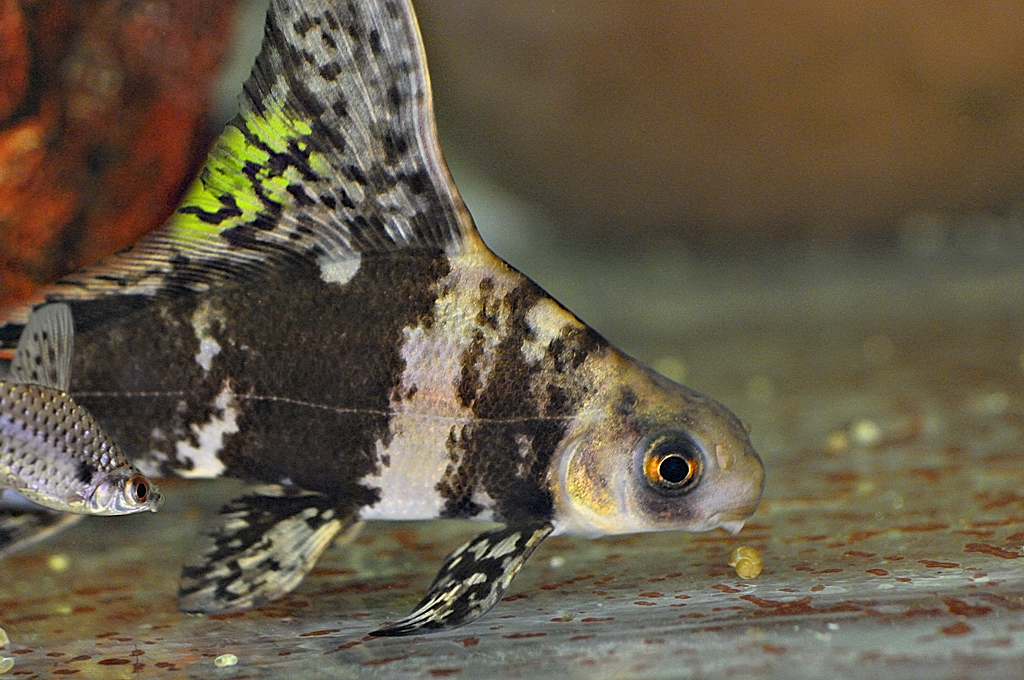
Spécimen en aquarium